# Serkan Atak
Serkan Atak (* 3. Januar 1984 in Kösching) ist ein deutsch-türkischer Fußballspieler, der seit Januar 2017 beim türkischen Drittligisten Bugsaşspor unter Vertrag steht.

## Karriere

### Vereine
Serkan Atak wurde in Kösching als Sohn aus Ankara stammender Türken geboren und begann im Alter von fünf Jahren das Fußballspielen beim FC Hepberg in seinem Heimatort. Später wechselte er zunächst in die Jugendabteilung des MTV Ingolstadt, bevor er sich im Alter von dreizehn Jahren in die Jugendabteilung des FC Bayern München anschloss. Dort wurde er mit der B-Jugend 2001 Deutscher Meister und ein Jahr später in der Saison 2001/02 Deutscher Meister mit der A-Jugend. Ab dem Sommer 2003 stand Atak dann im Kader der Amateurmannschaft und spielte in der Regionalliga Süd. Gleich in der ersten Saison 2003/04 wurde er dort Meister der Regionalliga Süd, durfte aber nicht aufsteigen, da keine zweiten Mannschaften in der 2. Bundesliga spielen dürfen. Nach einem weiteren Jahr in der Regionalliga wechselte Atak dann jedoch aufgrund von Perspektivlosigkeit in die Türkei zum Erstligisten Gaziantepspor. Nach einer halbjährigen Ausleihe zu Beginn des Jahres 2006 zum Stadtrivalen Gaziantep Büyükşehir Belediyespor in die 2. Liga, wurde Atak in der Sommerpause zum Zweitligisten Hacettepe SK, dem damaligen Gençlerbirliği OFTAŞ transferiert. Dort blieb er vier Jahre lang und feierte 2007 den Aufstieg in die Süper Lig, musste jedoch auch den Abstieg 2009 hinnehmen. In der Saison 2010/11 lief er für Çaykur Rizespor auf, wurde in der zweiten Liga Vierter und qualifizierte sich mit der Mannschaft für die Play-off-Spiele, schied jedoch im Halbfinale gegen den späteren Aufsteiger Orduspor nach einer 0:4-Auswärtsniederlage und einem 3:3 im Heimspiel aus. Im Sommer 2011 wechselte er zum Ligakonkurrenten Boluspor, wo sein Vertrag jedoch nach nur einem Monat im gegenseitigen Einvernehmen aufgelöst wurde. Im September fand er dann wiederum im Ligakonkurrenten Kayseri Erciyesspor einen neuen Verein. Für ihn gab er seinen Ligaeinstand am 10. September 2011 (1. Spieltag) beim 1:1-Unentschieden im Auswärtsspiel gegen Bucaspor; sein erstes Ligator für diesen Verein erzielte er am 12. November 2011 (10. Spieltag) bei der 2:3-Niederlage im Heimspiel gegen Akhisar Belediyespor mit dem Anschlusstreffer zum 2:3 in der 84. Minute.
Atak wechselte als Leihspieler für die Rückrunde der Saison 2013/14 zum Zweitligisten Ankaraspor. Bereits zum Saisonende löste er seinen Vertrag mit Ankaraspor wieder auf und wechselte stattdessen zum Ligarivalen Antalyaspor, für den er am 31. August 2014 (1. Spieltag) beim 1:1-Unentschieden im Auswärtsspiel gegen den Karşıyaka SK debütierte.
Nach zehn Meisterschaftseinsätzen für Antalyaspor wechselte Atak für die Rückrunde der Saison 2014/15 zum Ligarivalen Denizlispor, für den er am 15. Februar 2015 (20. Spieltag) bei der 1:2-Niederlage im Heimspiel gegen Altınordu Izmir debütierte. Während er laufenden Saison 2016/17 wechselte er zum Drittligisten Bugsaşspor, für den er am 9. April 2017 (31. Spieltag) beim 1:1-Unentschieden im Auswärtsspiel gegen Kayseri Erciyesspor ab der 85. Minute debütierte. Sein letztes Saisonspiel bestritt er am 29. April 2017 (34. Spieltag) bei der 0:2-Niederlage im Heimspiel gegen Kırklarelispor, bevor er in der 73. Minute ausgewechselt wurde.

### Nationalmannschaft
Serkan Atak entschied sich schon früh für eine Karriere in den türkischen Auswahlmannschaften. Ab der U-17 durchlief er alle Auswahlmannschaften, wurde jedoch nie in die A-Nationalmannschaft berufen. Im Sommer 2005 nahm er mit der Olympia-Auswahlmannschaft an den Mittelmeerspielen im spanischen Almería teil. Dort erreichte er mit der Olympia-Auswahlmannschaft das Finale gegen den Gastgeber Spanien, das jedoch mit 0:1 verloren wurde.

## Erfolge
FC Bayern München:
- Zweiter der B-Juniorenmeisterschaft 2000
- Deutscher B-Juniorenmeister 2001
- Deutscher A-Juniorenmeister 2002

Türkische Olympia-Auswahlmannschaft:
- Silbermedaillengewinner bei den Mittelmeerspielen 2005

Kayseri Erciyesspor:
- Zweitligameister und Aufstieg in die Süper Lig: 2012/13